# Possesse
Possesse är en kommun i departementet Marne i regionen Grand Est (tidigare regionen Champagne-Ardenne) i nordöstra Frankrike. Kommunen ligger i kantonen Heiltz-le-Maurupt som tillhör arrondissementet Vitry-le-François. År 2022 hade Possesse 124 invånare.

## Befolkningsutveckling
Antalet invånare i kommunen Possesse
| Referens: INSEE |